# Catingueira
Catingueira är en kommun i Brasilien.   Den ligger i delstaten Paraíba, i den östra delen av landet, 1 500 km nordost om huvudstaden Brasília. Antalet invånare är 4 812.
Omgivningarna runt Catingueira är huvudsakligen savann. Runt Catingueira är det glesbefolkat, med 8 invånare per kvadratkilometer.